# 仙台ヘリポート
東北電力仙台ヘリポートは宮城県仙台市太白区郡山に存在していた東北電力が運行・管理していたヘリポートである。

## 概要

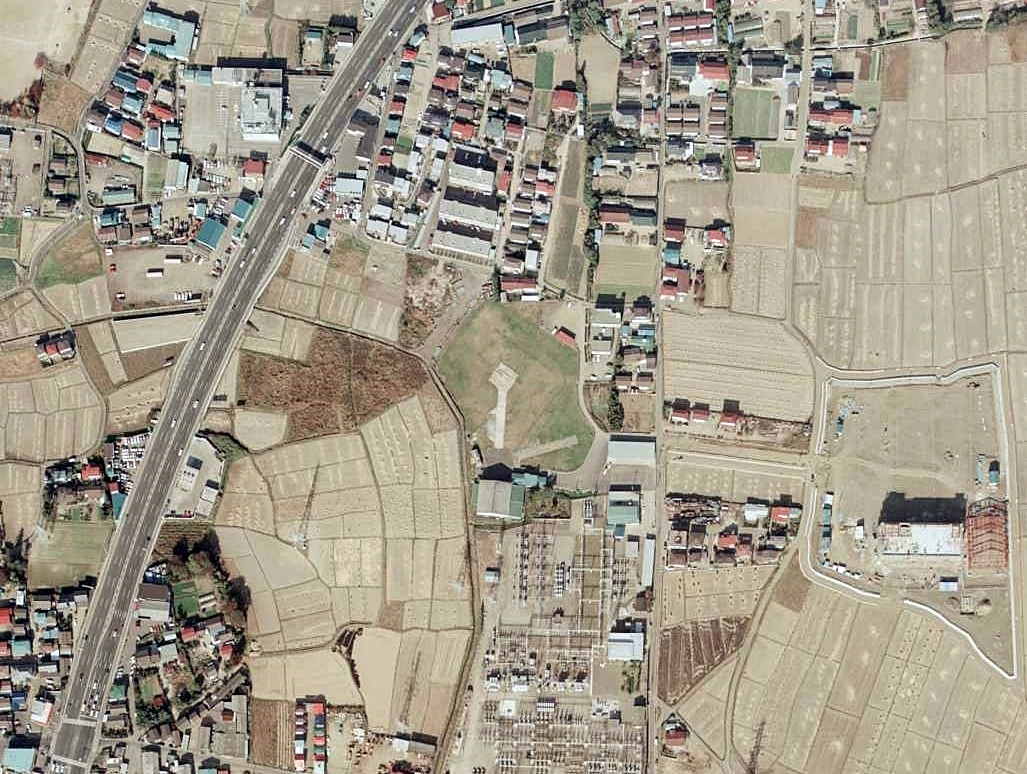
旧仙台ヘリポートの航空写真（1984年11月）

東北電力は1953年からヘリコプターの導入を進めたが、その際定置する場所がなかったため東北電力の南仙台変電所の隣に格納庫とエプロンを設けた仙台ヘリポートを設置した。
その後、1992年に宮城県防災航空隊と仙台市消防航空隊も仙台ヘリポートで運行を開始した。
しかし、設置から半世紀近く経とうとしていた1990年代にヘリポート付近の宅地化が進み地域住民との騒音問題が発生した。
その後、同ヘリポートは廃止され、仙台ヘリポートが当時定置だった東北エアサービスのヘリコプターは仙台空港に新設された仙台基地へ移動し、宮城県防災航空隊と仙台市消防航空隊のヘリコプターは仙台市消防ヘリポートへと移転した。
現在、格納庫等は撤去されヘリポートの跡地は南仙台変電所の駐車場になっている。